# Косовский район
Ко́совский райо́н (укр. Косівський район) — административная единица Ивано-Франковской области Украины. Административный центр — город Косов.

## География

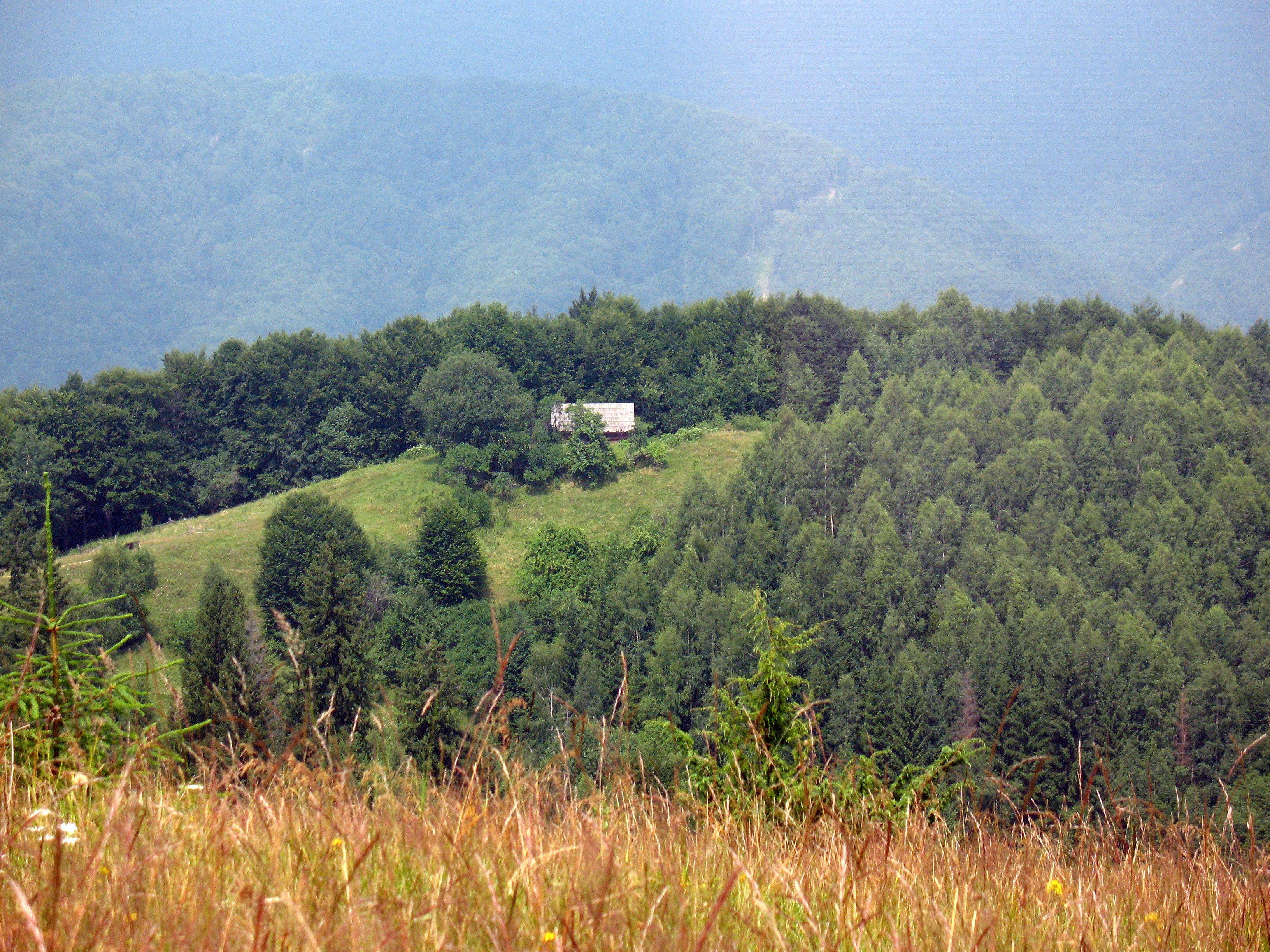
Село Брустуры в Косовском районе

Район расположен в предгорье и низкогорье Покутских Карпат. Площадь района (в старых границах до 2020 год) — 903 км².
Климат умеренно континентальный, средняя продолжительность безморозного периода — 160—170 дней, среднее количество осадков — 760—1110 мм. Горные вершины в равнинной части достигают 300—450 м над уровнем моря, а в горной — от 700 до 1000 м. Поперёк хребтов текут длинные реки: Черемош — 80 км, Пистынка — 56 км, Рыбница — 54 км, Лючка — 24 км.

## История
Район был образован в УССР в 1940 году.
17 июля 2020 года в результате административно-территориальной реформы район поменял границы: из его состава были выведен Трачский сельский совет.

## Население
Численность населения района в укрупнённых границах — 58,7 тыс. человек.
Численность населения района в границах до 17 июля 2020 года по состоянию на 1 января 2020 года — 86 615 человек, из них городского населения — 14 593 человека, сельского — 72 022 человек.

## Административное устройство
Район в укрупнённых границах с 17 июля 2020 года делится на 5 территориальных общин (громад), в том числе 1 городскую, 2 поселковые и 2 сельские общины (в скобках — их административные центры):
- Городские:
  - Косовская городская община (город Косов),
- Поселковые:
  - Кутская поселковая община (посёлок Куты),
  - Яблоновская поселковая община (посёлок Яблонов);
- Сельские:
  - Космачская сельская община (село Космач),
  - Рожновская сельская община (село Рожнов).